# ロイド・ケリー
ロイド・カシウス・ケリー（Lloyd Casius Kelly、1998年10月6日 - ）は、イングランド・ブリストル出身のプロサッカー選手。セリエA・ユヴェントスFC所属。ポジションはDF。

## 来歴
2011年に地元のブリストル・シティFCのアカデミーチームに入団。2015-16シーズンからトップチームに帯同し、2017-18シーズンにトップチームに昇格。2017年8月8日のEFLカップのプリマス・アーガイルFC戦でプロデビュー。同年12月23日のクイーンズ・パーク・レンジャーズFCで、プロ初ゴールを記録。以降若手有望株として注目を集め、リヴァプールFCなどが獲得に興味を示すまでに至った。
2019年5月18日、2019-20シーズンよりAFCボーンマスに移籍することが発表された。
2024年6月13日、ニューカッスル・ユナイテッドFCに移籍することが発表された。
2025年2月3日、一定の条件を達成すれば買取義務となるレンタル移籍でユヴェントスFCへの移籍が決定。

## 代表経歴
2017年にU-20のイングランド代表に招集され、翌年にはU-21代表でもプレーしている。